# Gedde Watanabe
Gedde Watanabe, född 26 juni 1955 i Ogden, Utah, är en amerikansk skådespelare.
Watanabe har bland annat medverkat i filmerna Two for the Money, 47 Ronin och Ultraman: Rising.

## Filmografi (i urval)
- 2025 – Two for the Money
- 2013 – 47 Ronin
- 2024 – Ultraman: Rising